# ISO/IEC/IEEE 42010
ISO/IEC/IEEE 42010 Systems and Software Engineering – Architecture Description ist ein internationaler Standard für Architekturbeschreibungen von Systemen und Software.

## Überblick
ISO/IEC/IEEE 42010 definiert Anforderungen an die Beschreibung der System-, Software- und Unternehmensarchitektur.
Ziel der Norm ist es, die Praxis der Architekturbeschreibung zu vereinheitlichen. Dazu werden Standardbegriffe definiert, eine konzeptionelle Grundlage für den Ausdruck, die Kommunikation und die Überprüfung von Architekturen vorgelegt und Anforderungen spezifiziert, die für Architekturbeschreibungen, Architekturframeworks und Architekturbeschreibungssprachen gelten.
Hierbei unterscheidet die Norm streng zwischen Architekturen und Architekturbeschreibungen.
Die ISO/IEC/IEEE 42010 ist die Fortführung der IEEE 1471.